# ドニー・ヘムズィク
ドニー・ヘムズィク(英語: Donnie Hamzik)は、アメリカ合衆国ニューヨーク州ビンガムトン出身のドラマーであり、ヘヴィメタルバンド「マノウォー」のドラムを一時脱退していた時期もあるが2009年から復帰している。
マノウォーへの加入は、1981年に初代ドラムのCarl Kanedyが脱退した後に、マノウォーのリーダーでベースのジョーイ・ディマイオ が友人に連れられてフロリダの「Agora Ballroom in Hollywood」というロッククラブでヘムズィクのプレイを見たのがきっかけである。出会ってから1年も経たない内にマノウォーがリバティレコードと契約、メンバーのディマイオ、ロス・ザ・ボスと共にフロリダにて1stアルバム「Battle Hymns」のレコーディングを行い、ヘムズィクも正式メンバーとしてマノウォーに加入した。
1983年にマノウォーを脱退したが(後任はスコット・コロンバス)、2005年にドイツで行われた「Earthshaker Fest」にてマノウォーの歴代メンバーが勢揃いした際にもヘムズィクも登場しドラムを披露した。
2009年にスコット・コロンバス脱退に伴いマノウォーに復帰し、2009年の「Magic Circle Festival」とシングル"Thunder in the Sky"のレコーディングに参加。2010年10月15日にディマイオから26年ぶりにヘムズィクが正式メンバとして復帰する事がFacebookを通して公式に発表された。